# Philippe de Woot
Philippe de Woot, né le 29 août 1930 à Etterbeek (Belgique) et mort le 29 septembre 2016 à Vossem (Belgique), est un juriste et économiste belge. Professeur à l'université catholique de Louvain et membre élu de l'Académie royale des sciences, des lettres et des beaux-arts de Belgique, il est promoteur d’une responsabilité sociétale des entreprises et d’une réflexion morale sur l'innovation technologique. Un prix inter-universitaire créé à l’initiative de l’université catholique de Louvain porte désormais son nom.

## Biographie
Philippe de Woot est docteur en droit et en sciences économiques de l'université catholique de Louvain. Il a enseigné de 1965 à 1995 au sein de cette université, où il crée l'Institut d’Administration et de Gestion (IAG) dont il fut le doyen, institut renommé en Louvain School of Management. Il est également membre élu de l'Académie Royale de Belgique.
Influencé par le domaine de la stratégie d'entreprise ou encore l'éthique des affaires, il fut l'un des précurseurs de la Responsabilité sociétale des entreprises (RSE),,,.
Philippe de Woot s'est opposé à la croyance en une vertueuse main invisible et à la thèse de Milton Friedman qui estimait que l'entreprise n'était mue que par la satisfaction des actionnaires.
Pour Philippe de Woot Entreprendre consiste à changer un ordre existant -
« En niant le caractère proprement humain et passionnel du processus économique et, partant, en refoulant le rôle central qu'y tient l'entrepreneur, la théorie orthodoxe ne peut prendre en compte que des phénomènes routiniers de courte durée. Or l'entrepreneur, affirme P. de Woot à la suite de J. A. Schumpeter, est un agent dynamique de la vie économique et il s'oppose en cela à «l'exploitant routinier qui ne voit pas au-delà de l'expérience quotidienne ». L'énergie innovatrice qu'il met en œuvre est justement là pour « bousculer la propension à la routine des sociétés », c'est-à-dire pour déjouer le jeu des acteurs économiques et des économistes eux-mêmes ».
En 2018, Pierre de Villiers écrit que « la mondialisation « subie » encourage de facto une économie de marché débridée, où les règles font souvent abstraction de ce qui devrait constituer le cœur de toute décision : l'Homme. Le libéralisme le plus extrême peut, si l’on n'y prend garde, générer un enrichissement des marchés, sans le moindre bénéfice pour les citoyens ». Dans les livres de Philippe de Woot, poursuit-il, on retrouve « sa vision d'une économie capable de donner la place centrale à l'humain ». Pouvons-nous aujourd'hui laisser la finance et la spéculation dominer l'économie réelle, qui est le vrai lieu de la création du progrès matériel et la source de sa légitimité sociétale? » écrivait de Woot. Le culte d'une croissance érigée en source du bonheur est un mythe dangereux, si l'on ne prend pas garde à ses conséquences, parfois dévastatrices, en termes sociaux ou écologiques.
Philippe de Woot fut conseiller de la Commission européenne pour le programme ESPRIT et FAST et présida le Conseil d'administration de la société IBA.
Le Prix Inter-universitaire Philippe de Woot à l'initiative de l'Université Catholique de Louvain récompense des étudiants en master d’une école de gestion internationale ayant su mettre en avant l'importance éthique des responsabilités dans leur mémoire,.
Il reçoit en 2002 le Prix Zerilli-Marimo de l'Institut de France pour l'accomplissement de ses recherches sur le rôle de l'économie de marché dans le progrès social et humain. Il est par ailleurs fait en 1988 Docteur honoris causa de l'Université de Bologne.

## Publications
- Pour une doctrine de l’entreprise  (préf. François Bloch-Lainé), Paris, Le Seuil, 1968[11].
- La fonction d'entreprise, formes nouvelles et progrès économiques, Nauwelaerts, 1969 (OCLC 1293127465)[12],[13].
- Stratégie et management, Paris, Éditions Dunod, 1970 (OCLC 2490567)[14].
- (en) avec Roland Caroli : A European Management Model: Beyond Diversity 1994[15].
- Responsabilité sociale de l'entreprise : Faut-il enchainer Prométhée ?, Economica, 2005 (OCLC 300486307, présentation en ligne)[16].
- Lettre ouverte aux décideurs chrétiens en temps d'urgence : fragments de sagesse pour dirigeants d'entreprise, Éditions Desclée de Brouwer, 2009 (OCLC 505748655, présentation en ligne)[17].
- Repenser l'entreprise : Compétitivité, Technologie et Société, Académie royale de Belgique, 2013 (OCLC 863424603).
- (en) Responsible innovation, Greenleaf Publishing, 2015 (présentation en ligne).
- Maîtriser le progrès économique et technique : La force des choses et la responsabilité des Hommes, Académie royale de Belgique, 2016 (OCLC 1269287225, présentation en ligne).

## Distinctions
- Prix Bekaert pour Pour une doctrine de l'entreprise en 1968[4].
- Docteur honoris causa de l'Université de Bologne en 1988[4].
- Prix spécial du centenaire de la Fédération des Entreprises de Belgique en 1996[18].
- Prix Zerilli-Marimo de l'Académie des sciences morales et politiques en 2002 pour l'ensemble de son œuvre[10]
- Prix Manpower de l'ouvrage de ressources humaines en 2006[19].